# Ionel Styrcea
Ionel Styrcea (également connu sous le nom de Ioan Stârcea), baron Mocsony, est un industriel et un homme politique roumain né le 16 mai 1909 à Czernowitz et décédé le 24 octobre 1991 en Suisse. 

## Biographie
Nommé maréchal du palais par le roi Michel Ier, Ionel Styrcea participe au coup d'État roumain de 1944.
Le 8 septembre 1947, Ionel Styrcea est arrêté par les autorités communistes dans le cadre du procès contre Iuliu Maniu. Il est emprisonné plusieurs années, avant d'être libéré par les autorités en 1964. Il est alors autorisé à s'exiler en Suisse, où sa femme s'est retirée après la Seconde Guerre mondiale. Il meurt en 1992, rejeté par la diaspora roumaine.